# 黑幫紀實
《黑幫紀實》（英語：The Making of the Mob）是一部美國電視紀錄片連續劇，內容講述20世紀美國黑社會的形成。本劇於2015年6月15日在AMC上首播，由演員雷·李歐塔旁白。本劇也會在每集交切一些歷史檔案鏡頭，還有歷史學者、作家、演員、執法人員及黑幫家族成員的訪談。2015年7月31日AMC續訂第二季共八集，於2016年7月11日播出。

## 概要

### 第一季（2015年）
第一季副標題是《紐約》，主要強調查理·盧西安諾以及他在紐約市黑幫五大家族的崛起。

### 第二季（2016年）
第二季副標題是《芝加哥》，集中於艾爾·卡彭的起源，他的芝加哥犯罪集團，以及在美國中西部的發展。

## 外部連結
- 官方网站